# Youna Dufournet
Youna Dufournet (Saumur, Francia, 19 de octubre de 1993) es una gimnasta artística francesa, medallista de bronce en el Mundial de 2009 en salto de potro.

## Carrera deportiva
En el Mundial celebrado en Londres en 2009 gana el bronce en salto de potro, por detrás de la estadounidense Kayla Williams y la suiza Ariella Kaeslin.
Y en el Campeonato Europeo celebrado en Birmingham  en 2010 consigue la plata en la misma prueba.